# Peter Utzschneider
Peter Utzschneider   (Murnau am Staffelsee, 6 de març de 1946) és un pilot de bob alemany, ja retirat, que va competir sota bandera de la República Federal Alemanya, durant les dècades de 1960 i 1970.
Durant la seva carrera esportiva va prendre part en tres edicions dels Jocs Olímpics d'Hivern, sempre disputant les proves del programa de bobs. El 1968, als Jocs de Grenoble fou setè en el bobs a dos i novè en el bobs a quatre. Als Jocs de Sapporo de 1972 guanyà la medalla d'or en la prova del bobs a dos i la de bronze en la de bobs a quatre. La seva tercera i darrera participació en uns Jocs fou el 1976, a Innsbruck, on guanyà la medalla de bronze en la prova de bobs a quatre.
En el seu palmarès també destaquen quatre medalles d'or, tres de plata i dues de bronze al Campionat del món de bob, així com deu medalles al Campionat d'Europa de bob, cinc d'elles d'or.